# Лоскутов, Павел Карпович
Павел Карпович Лоскутов (11 января 1898 года, дер. Соколово, Яранский уезд, Вятская губерния — 21 января 1950 года, Сталино) — советский военный деятель, полковник (1938 год).

## Начальная биография
Павел Карпович Лоскутов родился 11 января 1898 года в деревне Соколово Яранского уезда Вятской губернии.
Учился в Глазовском сельскохозяйственном училище.

## Военная служба

### Гражданская война
31 октября 1918 года призван в ряды РККА и направлен в караульную роту Запасной армии Республики, дислоцированную в Яранске, а в июне 1919 года переведён в во 2-й запасной полк. 5 июля направлен на учёбу на 1-е Казанские пехотные командные курсы, после окончания которых назначен на должность командира взвода в составе 4-го запасного полка.
10 декабря 1919 года Лоскутов направлен на учёбу в Высшую военную школу Запасной армии Республики, после окончания которой 1 августа 1920 года назначен на должность командира роты в 5-м полку в составе Восточной бригады курсантов (11-я армия), в декабре — на должность командира батальона в составе инженерных курсов этой же бригады, а 16 февраля 1921 года — на должность помощника заведующего разведкой бригады, после чего принимал участие в боевых действиях в ходе Тифлисской операции, за что П. К. Лоскутов был награждён холодным серебряным оружием.

### Межвоенное время
В марте 1921 года назначен на должность командира батальона в составе 10-х Тифлисских командных курсов. В октябре того же года направлен на учёбу в Военную академию РККА, однако после окончания первого курса в октябре 1922 года назначен на должность командира роты в составе учебно-кадрового полка (Отдельная Кавказская армия), в августе 1924 года — на должность командира отдельной штрафной роты, в декабре 1926 года — на должность помощника командира 11-го конвойного батальона, дислоцированного в Батуми, в декабре 1928 года — на должность командира роты 10-го конвойного батальона, в марте 1929 года — на должность адъютанта 13-го отдельного конвойного батальона в Симферополе, в августе того же года — на должность начальника конвойной части штаба 2-й Украинской конвойной дивизии в Харькове, а с мая 1931 года служил исполняющим должность командира и помощником командира по хозяйственной части 3-го конвойного полка.
В декабре 1931 года Лоскутов направлен на учёбу на курсы «Выстрел», которые окончил в апреле 1932 года и с июля служил начальником штаба 4-го конвойного полка, дислоцированного в Киеве, с апреля 1933 года — помощником начальника штаба 2-й Украинской конвойной дивизии, с февраля 1935 года — начальником отделения конвойной службы Управления пограничных и внутренних войск НКВД УССР, с августа 1937 года — начальником штаба 7-й бригады войск НКВД, дислоцированной в Нижнеднепровске.
С октября 1938 года служил в штабе пограничных и внутренних войск НКВД Харьковского округа на должностях начальника 1-го (конвойного) отделения 2-го отдела и начальника 3-го отдела.
В апреле 1939 года полковник П. К. Лоскутов назначен на должность командира 14-й бригады конвойных войск НКВД, дислоцированной в Харькове, а после расформирования бригады 24 августа 1940 года назначен на должность командира 12-й бригады конвойных войск НКВД в Ленинграде.
В 1941 году заочно окончил Военную академию имени М. В. Фрунзе.

### Великая Отечественная война
В августе 1941 года назначен на должность начальника охраны тыла 55-й армии, которая формировалась в районе Пушкина — Павловска — Колпино, где затем и вела оборонительные боевые действия.
9 января 1942 года назначен на должность командира 56-й стрелковой дивизии, которая вела оборонительные боевые действия в районе Путролово, Ям-Ижора и Красный Бор, а в период с августа по сентябрь участвовала в ходе Синявинской наступательной операции. 16 декабря 1942 года был освобождён с занимаемой должности, после чего находился в распоряжении Военного совета Ленинградского фронта.
7 июля 1943 года полковник П. К. Лоскутов назначен на должность командира 189-й стрелковой дивизии, ведшей оборонительные боевые действия в районе Пулково. 30 декабря был ранен и после выздоровления 18 января 1944 года назначен командиром 128-й стрелковой дивизии, которая вскоре принимала участие в боевых действиях в ходе Ленинградско-Новгородской операции. 2 марта вновь был ранен, после чего лечился в госпитале.
По выздоровлении в мае 1944 года назначен на должность заместителя командира 109-го стрелкового корпуса, который вскоре принимал участие в боевых действиях в ходе Выборгской наступательной операции, во время которой полковник Лоскутов 13 июня был тяжело ранен, после чего лечился в госпитале и по выздоровлении 10 февраля 1945 года вернулся на прежнюю должность. Корпус дислоцировался на Моонзундском архипелаге.

### Послевоенная карьера
17 июля 1945 года назначен на должность заместителя командира 112-го стрелкового корпуса, находившегося в составе Таврического военного округа, а в январе 1946 года — на должность начальника курсов усовершенствования офицерского состава пехоты в этом же округе. Полковник Павел Карпович Лоскутов 7 июня этого же года вышел в запас по болезни. Умер 21 января 1950 года в Сталино.

## Награды
- Орден Ленина (21.02.1945);
- Три ордена Красного Знамени (03.11.1943, 21.06.1944, 03.11.1944);
- Медали;
- Холодное серебряное оружие.